# 5:55
5:55 – drugi album francuskiej piosenkarki i aktorki Charlotte Gainsbourg. 
Został wydany po 20-letniej przerwie, podczas której artystka skupiła się na pracy filmowej. Przy tworzeniu albumu Gainsbourg współpracowała z:
- francuskim duetem Air,
- angielskim muzykiem Jarvisem Cockerem,
- irlandzkim pisarzem Neilem Hannonem
- producentem zespołu Radiohead Nigelem Godrichem.

Singlami wydawnictwa były „The Songs That We Sing” i „5:55”. 
Album pokrył się platyną we Francji po sprzedaży ponad 300 tys. kopii.
W USA album zyskał ponad 22 tys. nabywców. „The Songs That We Sing” był 78 na liście 100 Najlepszych Piosenek 2007 roku według magazynu Rolling Stone.
Singel „The Songs That We Sing” został użyty jak soundtrack do filmu „The Uninvited”.

## Spis utworów
Muzyka została skomponowana przez Air, z wyjątkami.
| Nr  | Tytuł utworu              | Tekst                                             | Muzyka                  | Długość |
| --- | ------------------------- | ------------------------------------------------- | ----------------------- | ------- |
| 1.  | „5:55”                    | Jarvis Cocker, Jean-Benoît Dunckel, Nicolas Godin |                         | 4:52    |
| 2.  | „AF607105”                | Cocker                                            |                         | 4:30    |
| 3.  | „The Operation”           | Cocker                                            |                         | 3:59    |
| 4.  | „Tel Que Tu Es”           | Dunckel, Godin                                    |                         | 3:09    |
| 5.  | „The Songs That We Sing”  | Cocker, Neil Hannon                               |                         | 2:57    |
| 6.  | „Beauty Mark”             | Cocker, Dunckel, Hannon, Godin                    |                         | 3:06    |
| 7.  | „Little Monsters”         | Cocker                                            |                         | 3:46    |
| 8.  | „Jamais”                  | Cocker                                            |                         | 4:37    |
| 9.  | „Night-Time Intermission” | Charlotte Gainsbourg, Cocker                      | Air, Gainsbourg, Cocker | 2:44    |
| 10. | „Everything I Cannot See” | Cocker                                            |                         | 5:45    |
| 11. | „Morning Song”            | Gainsbourg, Cocker                                |                         | 3:08    |
|     |                           |                                                   |                         | 42:33   |

### Utwory bonusowe
W niektórych wydaniach dodano jeden lub dwa utwory (opisane w wydaniach).
| Nr | Tytuł utworu                            | Długość |
| -- | --------------------------------------- | ------- |
| 1. | „Set Yourself on Fire”                  | 4:10    |
| 2. | „Somewhere Between Waking and Sleeping” | 3:45    |

## Notowania

### Album
| Notowanie (2006/2007)                | Najwyższa pozycja |
| ------------------------------------ | ----------------- |
| Francuska Lista Przebojów            | 1                 |
| Europejskie Billboard Top 100 Albums | 14                |
| USA Billboard 200                    | 196               |
| USA Billboard Top Heatseekers        | 9                 |
| USA Billboard Top Independent Albums | 24                |

### Single
„The Songs That We Sing”
| Notowanie (2006/2007)                 | Najwyższa pozycja |
| ------------------------------------- | ----------------- |
| French SNEP Singles Chart             | 30                |
| UK Singles Chart                      | 129               |
| Europejskie Billboard Hot 100 Singles | 87                |

## Wydania
| Region          | Data             | Wytwórnia                       | Format           | Katalog    | Nota |
| --------------- | ---------------- | ------------------------------- | ---------------- | ---------- | --- |
| Francja         | 28 sierpnia 2006 | Because Music                   | CD               | 3116662    | |
| Francja         | 28 sierpnia 2006 | Because Music                   | Rozszerzone CD   | 3116672    | Wersja limitowana z utworem bonusowym „Set Yourself on Fire” i specjalnym wydaniem książeczki z tekstami i zdjęciami w wersji elektronicznej Flash.            |
| Francja         | 4 września 2006  | Because Music                   | LP               | BEC5772052 | Podwójny album. |
| Wielka Brytania | 4 września 2006  | Because Music, Atlantic Records | 5051011-5911-2-9 |            | |
| Europa          | 4 września 2006  | Because Music, Warner Music     | 2564-63652-2     |            | |
| Japonia         | 8 listopada 2006 | Warner Music                    | CD               | WPCR-12431 | Z bonusami: „Set Yourself on Fire” i „Somewhere Between Waking and Sleeping”                                                                                   |
| USA             | 24 kwietnia 2007 | Vice Records                    | Rozszerzone Cd   | 94703-2    | Z bonusami: „Set Yourself on Fire”, „Somewhere Between Waking and Sleeping”, teledyski do piosenek „The Songs That We Sing” i „5:55” oraz wywiad z Gainsbourg. |